# Ischiolepta pusilla
Ischiolepta pusilla – gatunek muchówki z rodziny Sphaeroceridae i podrodziny Sphaerocerinae.
Gatunek ten opisany został w 1820 roku przez Carla Fredrika Falléna jako Copromyza pusilla.
Muchówka o ciele długości około 1 mm. Głowa jej ma wystające przed oczy złożone czoło oraz słabo wyniesione i szeroko rozstawione listewki twarzowe. Tułów jej cechuje 6–9 ząbków na tylnym brzegu tarczki, w całości guzkowane sternopleury, a śródplecze guzkowane z wyjątkiem dwóch podłużnych pasów i pomiędzy guzkami matowe. W części środkowej śródplecza guzki ustawione są w jeden rządek liczący 3–4 guzki na szerokość. Skrzydła są dłuższe i szersze niż u I. vaporariorum. Użyłkowanie skrzydła charakteryzuje niezakrzywiona ku przodowi żyłka medialna M1+2 oraz komórka analna dłuższa niż tylna komórka nasadowa. Przednia para odnóży ma żółte biodra. Trzecia para odnóży u samca ma nieznacznie pogrubione uda, pozbawione guzków na spodzie nasady. Odwłok samca ma na boku każdego sternitu tylko jeden włosek.
Gatunek kosmopolityczny.